# مسجد النقيب
مسجد النقيب هو مسجد في طرابزون، تركيا.

## التاريخ
بني في القرن 10 أو 11 خلال العصر البيزنطي ككنيسة، وتغير اسمه إلى الاسم الحالي وتغيرت وظيفته أي تحول إلى مسجد بعد الفتح العثماني للمدينة عام 1461. المدخل الشمالي بني من قبل العثمانيين. في عام 1975 أجري عليه ترميم كبير وتم تغليف السقف بالخرسانة. ويتكون المبنى من ثلاثة بلاطات والمحاريب مصنوعة من الحجر القديم.